# Tetrastichus leptosoma
Tetrastichus leptosoma är en stekelart som beskrevs av Graham 1991. Tetrastichus leptosoma ingår i släktet Tetrastichus och familjen finglanssteklar.
Artens utbredningsområde är:
- Tjeckien.
- Slovakien.
- Frankrike.

Inga underarter finns listade i Catalogue of Life.